# Wladimir Seidel
Wladimir P. Seidel (Odessa, 21 de dezembro de 1906 — Detroit, 12 de janeiro de 1981 in Detroit) foi um matemático teuto-estadunidense.
Obteve o doutorado na Universidade de Munique, em 26 de fevereiro de 1930, com a tese Über die Ränderzuordnung bei konformen Abbildungen, orientado por Constantin Carathéodory. Foi depois para o Departamento de Matemática da Universidade Harvard (como instrutor Benjamin Peirce, 1932–1933), Universidade de Rochester (1941–1955), Departamento de Matemática do Instituto de Estudos Avançados de Princeton (1952–1953), Universidade de Notre Dame (1955–1963) e Wayne State University em Detroit (1963-). Durante a Segunda Guerra Mundial, esteve com o grupo Montreal Theory do Conselho Nacional de Pesquisas do Canadá. A classe de Seidel é batizada em sua homenagem.
Foi casado com Leah Lappin-Seidel (1904–99).

## Publicações
- Note on a Metrically Transitive System,  Proceedings of the National Academy of Sciences, 19(4):453-456, 1933
- On a Metric Property of Fuchsian Groups,  Proceedings of the National Academy of Sciences, 21(7):475-478, 1935
- An example in conformal mapping, Duke Mathematical Journal, 15(?):137-143, 1948.  With Arthur John Lohwater